# Wringinharjo
Wringinharjo is een bestuurslaag in het regentschap Cilacap van de provincie Midden-Java, Indonesië. Wringinharjo telt 6651 inwoners (volkstelling 2010).